# Campioana
Campioana este un film româno-canadian din 1991 regizat de Elisabeta Bostan. Rolurile principale au fost interpretate de actorii Izabela Moldovan, Mircea Diaconu, Carmen Galin și George Mihăiță.

## Distribuție
Distribuția filmului este alcătuită din:
- Izabela Moldovan — gimnasta Corina Tănase din Livezi
- Mircea Diaconu — prof. Ion Mitran, antrenor al lotului național de gimnastică
- Carmen Galin — prof. Lili (Liliana) Oprescu, fostă gimnastă, antrenoare a lotului național de gimnastică
- George Mihăiță — prof. Marian, antrenor al lotului național de gimnastică
- Alina Izvoranu — gimnasta Maria Vasilescu, prietena Corinei
- Diana Lupescu — prof. Delia, soția lui Ion Mitran
- Luminița Gheorghiu — mama Corinei
- Maria Ploae — mama Mariei
- Ileana Stana Ionescu — bunica Mariei
- Petrică Nicolae — tatăl Corinei
- Aurel Giurumia — portarul Clubului Sportiv din Deva
- Dorina Done — bunica Corinei
- Costel Constantin — primarul comunei Livezi
- Dinu Manolache — tatăl Mariei
- Anca Sigartău — sora mai mare a Corinei
- Adrian Vîlcu — prof. George Genoiu, antrenor al lotului național de gimnastică
- Marilena Neacșu — prof. Marga Popescu, antrenoare a  lotului național de gimnastică
- Ileana Popovici — prof. Marcela Popovici, antrenoare a lotului național de gimnastică
- Lucreția Maier
- Adrian Ciobanu
- Gheorghe Orban
- Paul Ioachim — președintele Federației Române de Gimnastică
- Silvia Năstase
- Mircea Stroe
- Rudi Rosenfeld — spectator pasionat de gimnastică
- Tudor Mihăiță — copil

## Primire
Filmul a fost vizionat de 20.937 de spectatori în cinematografele din România, după cum atestă o situație a numărului de spectatori înregistrat de filmele românești de la data premierei și până la data de 31 decembrie 2014 alcătuită de Centrul Național al Cinematografiei.